# Nationale Hernieuwing
De Nationale Hernieuwing (Spaans: Renovación Nacional, RN) is een rechts-liberale Chileense politieke partij. Zij is opgericht op 29 april 1987. De huidige president van de partij is Carlos Larrain Peña. Samen met de Onafhankelijke Democratische Unie (UDI) vormt zij de Alliantie voor Chili (Spaans: Alianza por Chile). Ideologisch gezien heeft de partij een positie tussen de Christendemocratische Partij van Chili (centrum) en de UDI (rechts). De jongerenorganisatie geallieerd aan de RN is Juventud Renovación Nacional.

## Geschiedenis
RN werd opgericht in 1987 toen Chili zich opmaakte voor de volksstemming van 1988 die zou bepalen of de dictatuur van Augusto Pinochet, die het land bestuurde sinds de staatsgreep in 1973, aan zou blijven of niet. De partij ontstond uit activisten en militanten van de Movimiento de Unión Nacional, UDI, Frente Nacional del Trabajo en oud-leden en activisten van de Partido Nacional en Democracia Cristiana. Zo werd het de eerste oprichting van een politieke partij sinds het het verbod op politieke partijen dat gold sinds de staatsgreep. De lijsttrekker werd Andrés Allemand, de eerste voorzitter werd Ricardo Rivadenerirar. De UDI scheidde zich af van de RN na de eerste interne verkiezingen in 1987.

## Volksstemming van 1988
Een fundamenteel idee dat de partij proclameerde was het genereren van een kalme atmosfeer voor een correcte en vredige terugkeer naar de democratie. Op dit moment lieerden vele politici die sterk verbonden waren met het regime van Pinochet zich aan de UDI, terwijl de Rn zich profileerde als een partij die meer verbonden was met de transitie naar democratie.

## Verkiezingen
Tijdens de presidentsverkiezingen van 2005 won de kandidaat van de RN, Sebastián Piñera, 25,41% van de stemmen. Uiteindelijk werden de verkiezingen gewonnen door de kandidate van de Concertación; Michelle Bachelet.
In de parlementsverkiezingen voor de kamer van afgevaardigden (Spaans cámara de diputados) van december 2005 verloor de partij twee zetels en ging van 22 naar 20 zetels (op het totaal van 120). Tegelijkertijd won de partij één zetel voor senatoren en ging van 7 naar 8 zetels (op het totaal van 38).

## Voorzitters
De partij heeft acht voorzitters gehad, te weten:
- Ricardo Rivadeneira (1987)
- Sergio Onofre Jarpa (1987-1990)
- Andrés Allamand (1990-1999)
- Alberto Espina (1999)
- Alberto Cardemil (1999-2001)
- Sebastián Piñera (2001-2004)
- Sergio Diez (2004-2006)
- Carlos Larraín (2006-2014)
- Cristián Monckeberg (2014-heden)